# Jo de Wit
Johanna (Jo) van Dullemen-de Wit, beter bekend onder haar auteursnaam Jo de Wit (Rotterdam, 21 mei 1894 – Den Haag, 11 november 1973) was een Nederlands letterkundige, schrijfster en vertaalster. Ze publiceerde tussen 1918 en 1948 tijdschriftbijdragen, feuilletons in kranten, romans, poëzie en vertalingen. 

## Biografie
De Wit werd geboren in Rotterdam als dochter van Arie Cornelis de Wit en Jannetje van Hoffen. In 1918 verscheen haar debuutroman Donker geluk bij A.W. Sijthoff's Uitgeversmaatschappij te Leiden. Het boek kende in 1920 een tweede druk. Een jaar later volgde De branding (1919), eveneens uitgegeven door Sijthoff. In 1922 publiceerde zij Open zee, wederom bij Sijthoff. Naast haar eigen prozawerk trad De Wit ook op als vertaler. In 1922 vertaalde zij Die Poggenpuhls van Theodor Fontane onder de titel De familie Poggenpuhl, uitgegeven in de Elsevier's Algemeene Bibliotheek te Amsterdam.
In 1923 trouwde ze in Den Haag met de jurist Nout van Dullemen, met wie ze drie kinderen kreeg, onder wie schrijfster Inez van Dullemen.
Tijdens de Tweede Wereldoorlog bracht De Wit in eigen beheer een bundel poëzie uit onder de titel Gedichten (Amsterdam, 1943). In 1948 stelde zij mede het werk Over den dichter A. Roland Holst samen, dat bijdragen bevatte van onder anderen Henriette Roland Holst-van der Schalk, M. Nijhoff, Jan Engelman, Victor E. van Vriesland en M. Vasalis. Het boek werd uitgegeven door De Bezige Bij. In datzelfde jaar verscheen ook haar dichtbundel Het lied vangt aan, uitgegeven door N.V. Uitgeverij vh C.A. Mees te Santpoort.
De Wit overleed in 1973.

## Prijs
1924: Haagsche Post-Prijs voor Open Zee